# Norwood (film)
Norwood är en komedifilm från 1970 med Glen Campbell och Kim Darby i huvudrollerna. Filmen är baserad på boken Norwood skriven av Charles Portis, dock med vissa ändringar gällande tidsperiod som handlingen utspelas i.  Portis skrev även True Grit som filmatiserades 1969 med både Campbell och Darby i huvudrollerna, tillsammans med John Wayne. Båda filmerna producerades av Hal B Wallis .
Norwood var Hal B Wallis sista produktion på filmbolaget Paramount 
Joe Namath nominerades till en Golden globe som ”Most Promising Newcomer ” för sin medverkan i filmen.